# Watchfield
Watchfield är en ort och civil parish i Storbritannien.   Den ligger i grevskapet Oxfordshire och riksdelen England, i den södra delen av landet, 110 km väster om huvudstaden London. Watchfield ligger 102 meter över havet och antalet invånare är 2 222.
Terrängen runt Watchfield är platt.Runt Watchfield är det ganska tätbefolkat, med 207 invånare per kvadratkilometer. Närmaste större samhälle är Swindon, 11,0 km sydväst om Watchfield. Trakten runt Watchfield består till största delen av jordbruksmark.